# Într-o zi ca oricare alta
Într-o zi ca oricare alta este un film românesc din 1985 regizat de Copel Moscu.